# Cent (Währung)

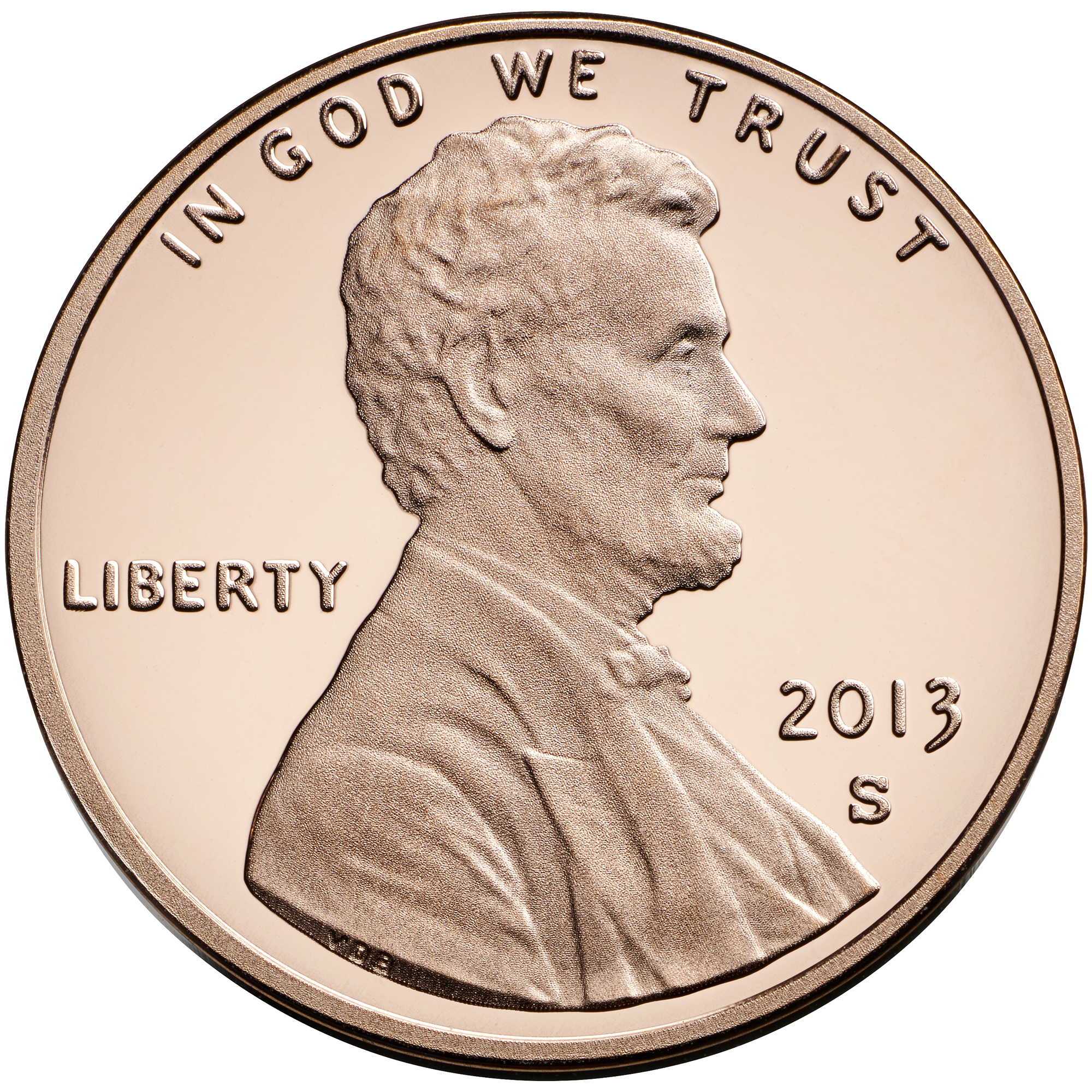
1-Cent-Münze aus den USA

Ein Cent, gesprochen [ˈ(t)sɛnt], bildet 1⁄100 einer Dezimalwährungs-Haupteinheit. Der Name kommt von lateinisch centum ‚hundert‘, vermutlich aus dem Niederländischen und Englischen ins Deutsche vermittelt. Plural- und Genitivform ist Cents für mehrere Münzen an sich und Cent für die Wertangabe.
Die Abkürzung ist meist c, auch ¢ und ct (im Plural auch cts und Ct.). Ein entsprechendes Symbol (¢, Unicode-Nummer U+00A2) wird unter anderem in den Vereinigten Staaten von Amerika und in Kanada verwendet, für den Euro ist dies nicht vorgesehen.

## Der Eurocent

Gemeinsame Seite der Ein-Euro-Cent-Münze

Der Cent ist der einhundertste Teil eines Euros. Die Bezeichnung „Cent“ ist in der EG-Verordnung Nr. 974/98 vom 3. Mai 1998 festgelegt. Zur Unterscheidung von den Untereinheiten anderer Währungen wird er auch als „Eurocent“ bezeichnet. Dieser Name wird auch auf den Münzen selbst verwendet, jedoch in zwei Worten „Euro Cent“ übereinander mit dem „C“ als Kapitälchen davor.
Die Europäische Zentralbank hat weder eine offizielle Abkürzung noch ein Symbol für den Cent festgelegt. Die im Deutschen gebräuchliche und allgemein empfohlene Abkürzung ist „ct“. Der Duden lässt die Wahl zwischen „c“ und „ct“. Dagegen steht die Abkürzung „Ct.“ ausschließlich für Centime. Kleinere Summen werden jedoch meist als Dezimalzahl (0,99 € bzw. –,99 € statt 99 ct) geschrieben.
In den Sprachen der meisten Euroländer existieren für den Cent eigene Bezeichnungen. In Frankreich, Griechenland, Malta, den Niederlanden, Slowenien und Zypern entsprechen sie den Namen der kleinen Einheiten, die dort direkt vor der Einführung des Euros in Gebrauch waren. In manchen Ländern wurde auch der Name vorhergehender kleiner Münzen für den Cent übernommen:
- finnisch sentti, bei Anzahl mehr als 1 (Partitiv): senttiä
- griechisch (Griechenland): λεπτό (leptó, Plural: λεπτά leptá) – so auch auf den Rückseiten der griechischen Centmünzen. Es ist das Neutrum von λεπτός leptós (dünn, klein, fein).
- griechisch (Zypern): σεντ (sent)
- französisch (Frankreich): centime (Plural: centimes)
- italienisch centesimo (Plural: centesimi)
- portugiesisch cêntimo (Plural: cêntimos)
- slowenisch stotin (Plural: stotini, in Verbindung mit den Zahlen 2 bis 4: stotina [= Dual bzw. Genitiv Singular], in Verbindung mit Zahlen ab 5: stotinov [= Genitiv Plural])
- spanisch céntimo (Plural: céntimos), auf Empfehlung der Real Academia Española[3]

Es gibt Umlauf-Euromünzen im Wert von 1, 2, 5, 10, 20 und 50 Cent; als Sammlermünzen wurden weitere Werte ausgegeben (40, 700 Cent).
Unter anderem in Finnland und den Niederlanden sind die Ein- und Zwei-Cent-Münzen nicht im Umlauf. Die zu zahlende Summe wird an der Kasse immer auf 5 Cent gerundet. Wenn dagegen bargeldlos gezahlt wird, zum Beispiel mit Karte, wird der exakte Betrag abgebucht und nicht gerundet.

## Die Dollar-Cents
Es gibt weltweit mehr als 20 Währungen mit dem Namen „Dollar“. Deren Hundertstel-Währungen werden generell cent/Cent genannt, wobei der Plural entweder cent/Cent oder cents/Cents lauten kann.

## Andere Länder
Außer dem Euro und der Dollarwährungen ist der Cent auch Untereinheit folgender Währungen:
- Aruba-Florin
- Eritreischer Nakfa
- Karibischer Gulden
- Kenia-Schilling
- Lilangeni (Eswatini)
- Mauritius-Rupie
- Seychellen-Rupie
- Sierra-leonischer Leone
- Sri-Lanka-Rupie
- Südafrikanischer Rand
- Tansania-Schilling
- Uganda-Schilling

Früher gab es den Cent auch in den Niederlanden (Gulden, bis 1998/2001; in Abgrenzung zum alten Cent wird dort daher der gegenwärtige Cent oft ausdrücklich Eurocent genannt), in Malta (Lira, bis 2007) und der Republik Zypern (Pfund, bis 2007). Bulgarien teilt den Lew in 100 Stotinki ein. Das Wort Stotinka kommt von bulgarisch сто (стотин) „hundert“, bedeutet also sinngemäß „Hundertstel“.
In Suriname war Cent schon die Bezeichnung für ein Hundertstel vom Suriname-Gulden, dem Vorgänger des heute gültigen Suriname-Dollars.
In Costa Rica wird das Zeichen „¢“ häufig anstelle von „₡“ – Währungszeichen für Costa-Rica-Colón – verwendet.

## Verwandte Bezeichnungen
Andere, ebenfalls vom lateinischen centum abgeleitete Bezeichnungen für 1⁄100 einer Währungseinheit sind:
- Centavo in vielen spanisch- und portugiesischsprachigen Ländern
- Centas bis 2014 in Litauen, Untereinheit des Litas
- Centesimo in spanisch- (Centésimo) und italienischsprachigen Ländern, unter anderem als italienische Bezeichnung für den Schweizer Rappen
- Centime in französischsprachigen Ländern
- Centimo in vielen spanisch- (Céntimo) und portugiesischsprachigen (Cêntimo) Ländern
- Santim in Äthiopien, Untereinheit des Birr
- Santīms bis 2013 in Lettland, Untereinheit des Lats
- Sen in asiatischen Ländern
- Senti in Somalia, Untereinheit des Somalia-Schilling
- Sent bis 2010 in Estland, Untereinheit der Krone